# ویرمیا
ویرمیا (به انگلیسی: Viremia) یا ویروس‌خونی در پزشکی وضعیتی است که در آن ویروس‌ها وارد جریان‌های خونی شده و در نتیجه به سایر قسمت‌های بدن دسترسی خواهند داشت. این وضعیت مشابه باکترمیا است که در آن باکتری وارد جریان خونی می‌شود.

## فعال در برابر غیرفعال
ویرمیای فعال به دلیل تکثیر ویروسی به وجود می‌آید که نتیجه آن ورود ویروس به دستگاه گردش خون است. برای نمونه سرخک، که در آن ورمیا در بافت پوششی درون دستگاه تنفس قبل از تکثیر ویروس در پوسته یاخته اتفاق می‌افتد، باعث می‌شود که ویروس‌ها به مویرگ و رگ پیوند داده شوند.
ویرمیای غیرفعال ورود ویروس به جریان خون است که در آن تکثیر ویروسی اتفاق نمی‌افتد. برای نمونه می‌توان گزیدگی توسط پشه را ذکر کرد.